# Elassona
Elassona (Grieks: Ελασσόνα) is sedert 2011 een fusiegemeente (dimos) in de Griekse bestuurlijke regio (periferia) Thessalië.
De negen deelgemeenten (dimotiki enotita) van de fusiegemeente zijn:
- Antichasia (Αντιχάσια)
- Elassona (Ελασσόνα)
- Karya Larisas (Καρυά Λάρισας)
- Livadi (Λιβάδι)
- Olympos Larisas (Όλυμπος Λάρισας)
- Potamia (Ποταμιά)
- Sarantaporo (Σαραντάπορο)
- Tsaritsani (Τσαριτσάνη)
- Verdikousa (Βερδικούσα)